# Ramon Berenguer III. Barcelonský
Ramon Berenguer III. Barcelonský (zvaný Veliký; 11. listopadu 1082, Rodez – 23. ledna/19. července 1131, Barcelona) byl od roku 1086 hrabě z Barcelony, Girony a Ausony (společně s Berenguerem Ramonem II. a samostatně od roku 1097), od 1111 z Besalú, od 1117 z Cerdanye, od roku 1112 z Provence.

## Život
Narodil se 11. listopadu 1082 v Rodezu v hrabství Toulouse jako jediný syn Ramona Berenguera II. Barcelonského a jeho manželky Maud z Apulie. Po smrti otce se stal spoluvládcem svého strýce Berenguera Ramona II. Samostatně začal vládnou v roce 1097, když byl strýc nucen odejít do exilu.
V reakci na zvýšené nájezdy Almorávidů do jeho zemí v roce 1102 Ramon zaútočil, asistoval mu hrabě Ermengol V. z Urgellu, ale byl poražen a Ermengol zabit v bitvě u Mollerussy.
Za jeho vlády byly katalánské zájmy rozšířeny na obou stranách Pyrenejí. Sňatkem nebo vazalstvím začlenil do své říše téměř všechna katalánská hrabství (kromě Urgellu a Peralady). Zdědil hrabství Besalú (1111) a Cerdanyi (1117) a v roce 1112 získal i hrabství Provence sňatkem s jeho dědičkou Dulce. Jeho panství se pak táhlo až na východ k Nice.
Ve spojenectví s hrabětem z Urgellu Ramon Berenguer dobyl Barbastro a Balaguer. Navázal také vztahy s italskými námořními republikami Pisa a Janov, a v letech 1114 a 1115 zaútočil s Pisou na tehdy muslimské ostrovy Mallorca a Ibiza. Stali se jeho poplatníky a mnoho křesťanských otroků tam propuštěno. Ramon Berenguer také s pomocí Pisy podnikl nájezdy na pevninské muslimské državy Valencie, Lleida a Tortosa. V roce 1116 Ramon odcestoval do Říma, aby požádal papeže Paschala II. o kruciátu k osvobození Tarragony. V roce 1118 Tarragonu dobyl a přestavěl a město se pak stalo metropolitním sídlem církve v Katalánsku (předtím byli Katalánci církevně závislí na arcibiskupství Narbonne).
V roce 1127 podepsal obchodní smlouvu s Janovem. 14. července 1130 se stal přidruženým členem templářů. Svých pět katalánských hrabství předal svému nejstaršímu synovi Ramonu Berenguerovi a Provence mladšímu synovi Berenguerovi Ramonovi.
Hrabě zemřel 23. ledna nebo 19. července 1131 a byl pohřben v klášteře Santa María de Ripoll.

## Manželství a potomci
Ramonovou první manželkou byla María Rodríguez de Vivar, druhá dcera rytíře Cida. Měl s ní jednu dceru:
- Marie Barcelonská

Jeho druhou manželkou byla Almondis, s tou ale žádné děti neměl.
Potřetí se oženil s Dulce, dědičkou Provence. Spolu měli manželé minimálně sedm dětí:
- Ramon Berenguer IV. Barcelonský (1114–1162)
- Berenguer Ramon I. Provensálský (1115–1144)
- Bernat Barcelonský
- Berenguela Barcelonská (1116–1149)
- Jimena Barcelonská (1117–1136)
- Estefania Barcelonská
- Almondis Barcelonská